# Ausserbinn

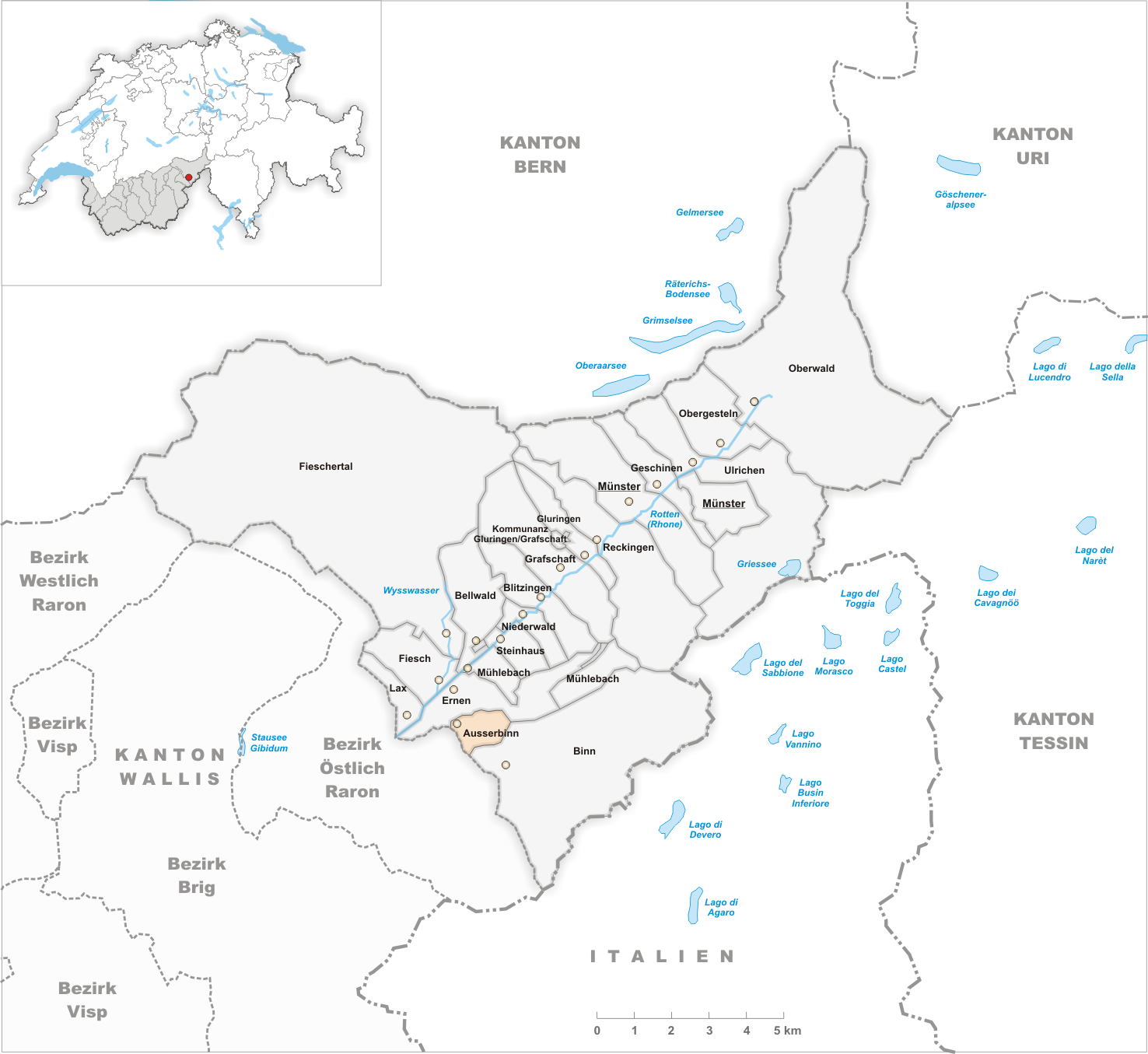
Gemeindestand vor der Fusion am 1. Oktober 2004

Ausserbinn (walliserdeutsch Üsserbi [ˈʏsːərˌbɪ]) ist eine Ortschaft der Walliser Munizipalgemeinde Ernen und eine Burgergemeinde mit einem Burgerrat. Bis zum Frühling 2005 bildete Ausserbinn eine selbständige Munizipalgemeinde.

## Geographie
Ausserbinn liegt in der Region Goms im Binntal und hat ein mildes, fast mediterranes und trockenes Klima durch die Lage an einem Sonnenhang. Ausserbinn gehört kirchlich zur Pfarrei Ernen.

## Geschichte
Der Grosse Rat des Kantons Wallis beschloss am 16. September 2004 die Fusion der Gemeinden Ausserbinn, Ernen, Mühlebach und Steinhaus per 1. Oktober 2004. Aufgrund des negativen Abstimmungsergebnisses von 2002 entschied sich die Gemeinde Ausserbinn, die rechtlichen Mittel gegen diese Zwangsfusion auszuschöpfen, doch der Beschwerde ans Bundesgericht wurde die aufschiebende Wirkung nicht zugestanden. Damit war die Gemeindefusion rechtswirksam, obwohl das abschliessende Urteil des Gerichtes bis im Frühjahr 2005 noch ausstand. Nachdem die Beschwerde der Gemeinde Ausserbinn abgewiesen wurde, ist nun die Fusion rechtsgültig, womit Ausserbinn zur neuen Munizipalgemeinde Ernen gehört.

## Bevölkerung
| Bevölkerungsentwicklung | Bevölkerungsentwicklung | Bevölkerungsentwicklung | Bevölkerungsentwicklung | Bevölkerungsentwicklung | Bevölkerungsentwicklung | Bevölkerungsentwicklung |
| ----------------------- | ----------------------- | ----------------------- | ----------------------- | ----------------------- | ----------------------- | ----------------------- |
| Jahr                    | 1816                    | 1850                    | 1900                    | 1950                    | 2000                    | 2002                    |
| Einwohner               | 35                      | 55                      | 42                      | 59                      | 47                      | 41                      |

## Verkehrsverbindungen
Nach Ausserbinn gelangt man mit der Eisenbahn bis Fiesch und dann per Postauto über Ernen.

## Sehenswürdigkeiten
Die Theodulskapelle wurde um oder nach Mitte des 18. Jahrhunderts neu erbaut. Der Rosenkranzaltar um 1678 stammt von einem unbekannten Künstler.